# Paolo Arcari
Paolo Arcari (Fourneaux, 25 ottobre 1879 – Roma, 4 febbraio 1955) è stato un letterato italiano.

## Biografia
Docente di letteratura italiana all'università di Friburgo dal 1902 e rettore della stessa dal 1928, fu autore delle opere Il cielo senza Dio (1922) e Palanche (1930).
Di idee liberali, fu esponente di spicco della corrente liberal-nazionale dell'Associazione Nazionalista Italiana assieme ad Alberto Caroncini. Nel 1912, dopo la svolta antidemocratica e corporativa dell'ANI, lasciò i nazionalisti e rese autonoma la corrente liberal-nazionale insieme ad Alberto Caroncini, Emilio Bodrero e Lionello Venturi. Il gruppo dei nazionalisti liberali si avvicinò ai "Giovani Turchi" della Destra liberale ed ai Giovani Liberali su una piattaforma programmatica nazionalista e liberista.  Nel 1914 fondò la rivista "L'Azione", organo dei Gruppi Nazionali Liberali, alla quale collaborarono, tra gli altri, Scipio Sighele, Luigi Einaudi e Gioacchino Volpe.